# Vranovići (Kotor, Crna Gora)
Vranovići su naselje u Boki kotorskoj, u općini Kotor.	

## Zemljopisni položaj
Naselje je smješteno u mikroregiji Grbalj, u sjeverozapadnom dijelu oblasti Donji Grbalj. Obližnja naseljena mjesta, do kojih se iz Vranovića stiže asfaltiranom cestom, su Lješevići i Pobrđe. 

## Crkve u Vranovićima
- Crkva Svete Petke
- Crkva Svetog Stefana[1]

## Stanovništvo

### Nacionalni sastav po popisu 2003.
- Srbi - 94
- Crnogorci - 26
- Hrvati - 1
- Neopredijeljeni - 6
- Ostali - 6

## Poznate osobe iz Vranovića
- Lazo M. Kostić (15. ožujka 1897. – 17. siječnja 1979.) - pravnik, statističar